# Dante (fotbalist)
Dante Bonfim Costa Santos (br[ˈdɐ̃tʃi]; n. 18 octombrie 1983, Salvador, Bahia, Brazilia), cunoscut ca Dante este un fotbalist brazilian care joacă pentru OGC Nice. Este recunoscut pentru puterea, tacklingul și jocul aerian prestat în joc. A debutat la națională în 2013.

## Titluri
Standard Liège
- Prima Ligă Belgiană: 2007–08
- Supercupa Belgiei: 2008

Bayern München
- Bundesliga: 2012–13, 2013–14
- DFB-Pokal: 2012–13, 2013–14
- DFL-Supercup: 2012
- UEFA Champions League: 2012–13
- Supercupa Europei: 2013
- Campionatul Mondial al Cluburilor FIFA: 2013

Brazilia
- Cupa Confederațiilor FIFA: 2013

## Legături externe
- de Dante la fussballdaten.de
- fr Statisticile lui  Dante în campionatul francez pe site-ul LFP